# ヨハン (ゲルリッツ公)
ヨハン・フォン・ゲルリッツ（ドイツ語：Johann von Görlitz, 1370年 - 1396年）は、ルクセンブルク家の一員でゲルリッツ公（在位：1377年 - 1396年）。

## 生涯
ヨハンは神聖ローマ皇帝カール4世とその4番目の妃でポメラニア公ボギスラフ5世の娘のエリーザベトの間にプラハで生まれた。名は祖父ボヘミア王ヨハンから付けられた。3歳の時、モラヴィア辺境伯およびブランデンブルク辺境伯の称号を与えられたが、これらの領地は実際には叔父ヨハン・ハインリヒおよび異母兄ヴェンツェルが統治した。
1377年、皇帝カール4世は死の1年前に上ラウジッツのボヘミア王冠領内にあるゲルリッツ代官領をヨハンに与え、ゲルリッツは公領となった。ヨハンの公領は隣接する下ラウジッツ東部およびブランデンブルクのノイマルク領南部を含んでいた。ヨハンはこの新設されたゲルリッツ公領の最初で唯一の公であった。ヨハンは、1376年にローマ王に選出され1378年には父カール4世の跡を継いでボヘミア王となった異母兄ヴェンツェルのもと、ボヘミア宮廷で育った。成人した後は、ゲルリッツに居を構えた。当時、ゲルリッツの町は繁栄しており、六都市同盟に加盟していた。
1385年、ヴェンツェルはヨハンにブランデンブルクの管理を委託し、正式にヨハンの兄ジギスムントの支配下に置き、さらに3年後に質として従兄弟モラヴィア辺境伯ヨープストに渡った。1386年から1388年の間、ヨハンはルクセンブルク公領の管理者でもあった。ゲルリッツ公領において、ヨハンは有能な統治者であった。1389年にプラハで起きた破壊行為の後、1383年に代官ベネシュ・ベルカ・オブ・ドゥーバにより隣接するバウツェンにおいてユダヤ人に与えられた特権に反して、ヨハンはユダヤ人を追放する布告を発した。ヨハンの全統治期間において首相をつとめ、ヨハンの最も親しい友人であったのは、プラハ大司教オルブラム・ゼ・シュクヴォレツである。
異母兄ヴェンツェルの帝国内における立場は次第に弱まっていたが、ヨハンはヴェンツェルの忠実な支持者であり続けた。従兄弟モラヴィア辺境伯ヨープストと対立していた間、ヴェンツェルは捕らえられオーストリア公領内で拘留されており（5月8日 - 8月1日）、ヴェンツェルが解放されたのは、ジャンがプラハを占領し、クトナー・ホラ（クッテンベルク）で軍隊を編成し、反乱を起こしたローゼンベルク家の領地に遠征した後のことであった。ヴェンツェルはドイツ諸侯に有利な条約に署名した後に解放され、ボヘミアに戻った。ヨハンはこの忠義に対する見返りがないまま去り、ヴェンツェルに背を向けてゲルリッツ公領に引退した。

## 結婚と子女
1388年2月10日にプラハにおいて、ヨハンはメクレンブルク公アルブレヒト3世の娘リヒャルディスと結婚した。アルブレヒト3世は1364年から1389年までスウェーデン王国を支配した（スウェーデン王アルブレクト）。一人娘のエリーザベト（1390年 - 1451年）は、1411年にヨープスト・フォン・メーレンが死去した後にルクセンブルク公となった。エリーザベトは1409年に最初にブラバント公アントワーヌと結婚し、アントワーヌの死後の1418年にバイエルン公ヨハン3世と再婚した。
ジャンは下ラウジッツのノイツェレ修道院に滞在していたとき、25歳で恐らく毒殺された。ヨハンの死後、ゲルリッツ公領は消滅し、1377年以前の国境に戻った。